# Trzebcz Szlachecki

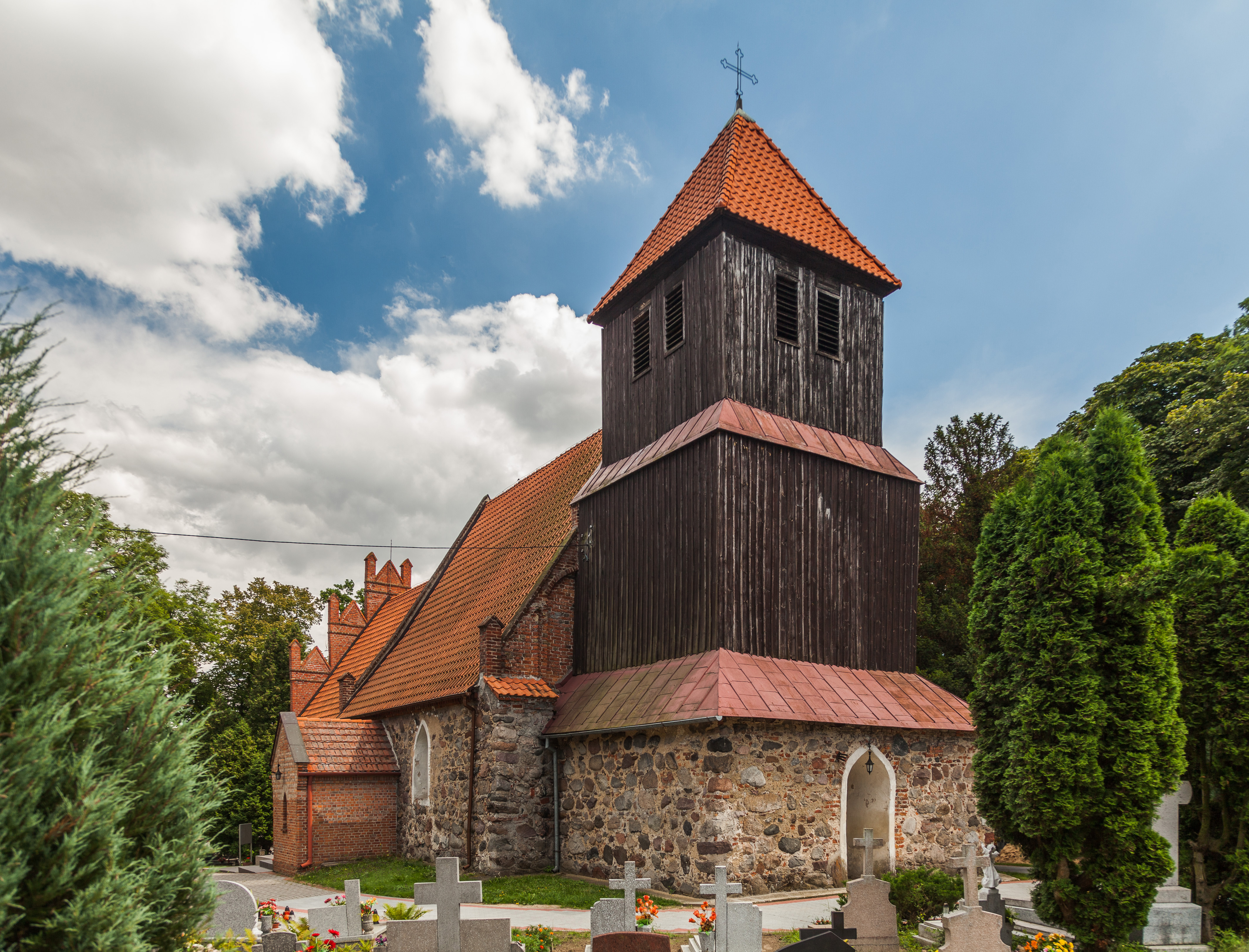
De kerk van het begin van de veertiende eeuw.

Trzebcz Szlachecki is een dorp in de Poolse woiwodschap Koejavië-Pommeren. De plaats maakt deel uit van de gemeente Kijewo Królewskie.